# Sociodémographie
La sociodémographie est une branche de la démographie qui étudie avec une attention particulière les causes et les implications sociétales des dynamiques des populations. De suite, elle tend à emprunter ses concepts et ses méthodes à la sociologie, et notamment à la sociologie des rapports sociaux, des générations ou de la santé. Dans la sociodémographie on examine les conduites, les cultures et les interactions d'une communauté ou d'un groupe.